# Mela II
Mela II is een bestuurslaag in het regentschap Midden-Tapanuli van de provincie Noord-Sumatra, Indonesië. Mela II telt 2939 inwoners (volkstelling 2010).